# الشرش (قرية)
الشرش هي إحدى المقاطعات التابعة إداريا إلى قضاء القرنة تبعد مسافة 70 كيلومتر عن مركز مدينة البصرة, يبلغ تعداد سكان منطقة الشرش 80 الف نسمة عام 2009.[بحاجة لمصدر]

## أصل التسمية
سميت هذه المنطقة بالشرش وذلك لأن الجيش العربي بقيادة افراسياب عندما أراد مواجهة الجيش الإيراني ومنعة من احتلال البصرة اعترضهم نهر الفرات ولم يستطيعوا العبور إلى الجهة المقابلة لملاحقة الجيش الإيراني فقرروا بناء جسر من القصب والبردي الذي اقتلعوه من المنطقة وشرشوه على الماء وعبروا عليه وسمي جسر الشرش ولذلك سميت هذه المنطقة بالشرش نسبة إلى ذلك الجسر.

## الموقع
يحد منطقة الشرش من الشمال نهر الفرات ومن الجنوب نهر الغميج ومن الغرب قضاء المدينة وهور صلين ومن الشرق شط العرب, تمتد لمسافة 8 كيلومتر من نهر الفرات إلى نهر الغميج ومسافة 6 كيلومتر من هور صلين إلى شط العرب.

## قرى منطقة الشرش
- قرية الحمداوي.
- قرية الصويلح.
- قرية الكريم.
- قرية الحاج ناصر.
- قرية الشاهين.
- قرية الجلعة.
- قرية شلهة الموحي.
- قرية شلهة الحسن الرابعة.